# Urząd Zamówień Publicznych
Urząd Zamówień Publicznych – urząd powołany ustawą z dnia 10 czerwca 1994 r. o zamówieniach publicznych.

## Zadania
Na czele Urzędu stoi prezes, który jest centralnym organem administracji rządowej. Nadzór nad Prezesem Urzędu sprawuje minister właściwy do spraw gospodarki. Organem doradczym i opiniodawczym Prezesa UZP jest Rada Zamówień Publicznych, której członków powołuje i odwołuje minister właściwy do spraw gospodarki.
System zamówień publicznych w Polsce jest zdecentralizowany, zatem Prezes UZP nie dokonuje zamówień w imieniu innych podmiotów, nie zatwierdza ani nie unieważnia przeprowadzonych przetargów oraz zawartych umów. Do jego obowiązków należą natomiast m.in.:
- opracowywanie projektów aktów normatywnych dotyczących zamówień,
- podejmowanie rozstrzygnięć w indywidualnych sprawach przewidzianych ustawą,
- wydawanie Biuletynu Zamówień Publicznych,
- dokonywanie kontroli procesu udzielania zamówień w zakresie przewidzianym ustawą,
- dokonywanie analiz funkcjonowania systemu zamówień oraz działalność szkoleniowa,
- współpraca międzynarodowa w sprawach związanych z zamówieniami.

## Budżet, zatrudnienie i wynagrodzenia
Wydatki i dochody Urzędu Zamówień Publicznych są realizowane w części 49 budżetu państwa. Głównym źródłem dochodów UZP są środki z uzyskanych wpisów od odwołań wnoszonych w postępowaniu odwoławczym o udzielenie zamówienia publicznego.
W 2017 wydatki UZP wyniosły 30,48 mln zł, a dochody 22,82 mln zł. Przeciętne zatrudnienie w przeliczeniu na pełne etaty wyniosło 175 osób, a średnie miesięczne wynagrodzenie brutto 8154 zł.
W ustawie budżetowej na 2018 wydatki Urzędu zaplanowano w wysokości 34,06 mln zł, a dochody 23,15 mln zł.

## Kierownictwo
- Agnieszka Olszewska – prezes od 2 sierpnia 2024[6][7]
- Przemysław Grosfeld – wiceprezes od 4 września 2024[8]
- Marek Redźko – dyrektor generalny[9]